# CPAC (chaîne de télévision)
CPAC, pour Cable Public Affairs Channel en anglais ou La Chaîne d'affaires publiques par câble en français, est une chaîne de télévision parlementaire canadienne appartenant à un consortium de câblodistributeurs. Elle est dévouée à la retransmission des affaires parlementaires, politiques et publiques au Canada et à l’étranger. CPAC diffuse, en direct et sans interruptions, les débats de la Chambre des communes du Canada et du Sénat du Canada, à l'aide de deux pistes audio, en anglais et en français, en employant un traducteur à temps plein. Le site internet de la chaîne comprend aussi une section En Direct, qui permet aux téléspectateurs de voir les débats en chambre et dans les comités en temps réel.
En dehors de la chambre des communes et du Sénat, la chaîne diffuse également de la programmation sur la Cour suprême du Canada, les comités, les conventions politiques, les conférences, les audiences du CRTC, etc. En outre, CPAC propose une sélection de programmes originaux comprenant des entrevues et des analyses liées aux événements politiques.

## Choix audio
La chaîne diffuse les émissions parlementaires au choix en deux langues, accessibles via le mode SAP :
- le français avec traduction instantanée ;
- l'anglais avec traduction instantanée ;
- le son original (plancher) sans traduction.

## Histoire
La diffusion des délibérations de la Chambre des communes du Canada a débuté à l’automne de 1977. À ce moment-là, le Canada est devenu le premier pays au monde à télédiffuser en direct des débats parlementaires. Pourtant, il faudra attendre 1979, pour que le Conseil de la radiodiffusion et des télécommunications canadiennes (CRTC) accorde une licence temporaire à la Société Radio-Canada pour diffuser l’intégralité des délibérations de la Chambre.
Après une audience tenue en 1980, une licence a été émise à la SRC pour lui permettre de créer un réseau pour transmettre les délibérations de la Chambre des communes et d’autres types d’émissions dans les deux langues officielles. Cette décision donnera naissance à CBC Parliamentary Television Network (en), qui assura la transmission des débats en chambre jusqu’en 1992.
En 1988, afin d’atteindre cet objectif, la SRC et l’industrie de la câblodistribution conviennent de transformer la Chaîne parlementaire originale en Chaîne parlementaire canadienne (CPAC).
En 1990, la SRC a fait savoir qu’en raison de compressions budgétaires, elle n’assurerait plus la distribution de la chaîne parlementaire à compter du 1er avril 1991. Pour éviter toute interruption de la diffusion des travaux de la Chambre des communes, le bureau a conclu un contrat d’un an avec la SRC pour qu’elle continue d’offrir le service, aux frais de la Chambre.
En 1992, la Chambre des communes conclut une entente avec un consortium de vingt-cinq câblodistributeurs, appelé La chaîne parlementaire par câble inc./Cable Parliamentary Channel Inc. Cet arrangement devait permettre à la chambre de faire des économies et d’octroyer un pouvoir décisionnel à la chaîne en ce qui concerne sa programmation.
La CPAC obtiendra une licence de radiodiffusion temporaire, à titre d’essai, en septembre 1993. Le 1er octobre 1996, CPAC va changer son image de marque et devenir La Chaîne d'affaires publiques par câble; pour refléter sa couverture accrue en matière d’affaires publiques.
Aujourd’hui, CPAC est l’unique service de télédiffusion bilingue, privé, sans publicité et sans but lucratif. Les émissions de la chaîne sont livrées par les distributeurs de services par câble, satellite et communications sans fil à 10 millions de foyers canadiens en plus d’être webdiffusées jour et nuit à travers le monde sur leur site internet.
La chaîne télé accorde la priorité à la Chambre des Communes. Les autres événements de nature politique se déroulant en simultané (par exemple une audience publique du CRTC) sont diffusés en temps réel sur le site web de CPAC puis en différé à la télévision.

### Une programmation d’intérêt public
En plus de la diffusion en continu des débats en chambre et dans les comités, CPAC propose également une couverture extensive des élections et une programmation d’intérêt public — comprenant des entrevues et des analyses liées à l’actualité politique.
Parmi les émissions phares de la chaîne, on retrouve : L'Heure Politique (PrimeTime Politics) animée par Michael Serapio ; l’Essentiel animé par Esther Bégin ; Profile avec Michael Serapio ; Conversation avec Esther Bégin ; Outburst animé par Glenn McInnis et Today in Politics animé par Julie Van Dusen (en).

## Personnel à l’antenne
Voici la liste de tous les journalistes passés et présents de CPAC.
- Esther Bégin
- Michael Serapio
- Andrew Thomson
- Glenn McInnis
- Julie Van Dusen
- Peter Van Dusen
- Ken Rockburn
- Alison Smith
- Martin Stringer
- Mark Sutcliffe
- Paul Wells
- Danielle Young